# Ривера, Бруклин
Бруклин Ривера Брайан (исп. Brooklyn Rivera Bryan; 24 сентября 1952, Лидаукра) — никарагуанский политик, лидер движения индейцев мискито. Участник гражданской войны 1980-х годов против сандинистского правительства. Лидер индейского ополчения MISURASATA и партии YATAMA. После окончания гражданской войны — профессор Индейско-Карибского университета, депутат Национального ассамблеи.

## Конфликт с сандинистами
Родился в семье крестьян мискито. В 16 лет перебрался из-под Пуэрто-Кабесаса на учёбу в Манагуа. Во второй половине 1970-х занимался демаркационными работами в Атлантическом Северном регионе (RAAN). Сблизился с организацией никарагуанских индейцев ALPROMISU.
После прихода к власти сандинистов Бруклин Ривера был арестован органами госбезопасности за «контрреволюционность». Некоторое время провёл в тюрьме. Освободившись, перебрался на территорию проживания мискито и организовал ополчение MISURASATA из антисандинистски настроенных индейцев.

## В гражданской войне
Бруклин Ривера возглавлял вооружённую борьбу мискито против правительства, политически сотрудничал с левыми контрас из Революционно-демократического альянса Эдена Пасторы. На протяжении практически всей войны Бруклин Ривера конкурировал за лидерство среди индейских контрас с руководителем MISURA/KISAN Стэдманом Фаготом, ориентированным на правые Никарагуанские демократические силы. В 1987 году MISURASATA и KISAN объединились в единую партию никарагуанских индейцев YATAMA.
Ривера вёл борьбу за обеспечение социальной и культурной самобытности индейцев. Он выражал готовность сложить оружие при согласии властей на автономию мискито. В феврале 1988 года, когда правительство СФНО пошло на переговоры с вооружённой оппозицией, Бруклин Ривера от имени YATAMA подписал мирное соглашение с министром внутренних дел Томасом Борхе.

## Послевоенный политик
После окончания гражданской войны Бруклин Ривера оставался лидером YATAMA, участвовал в региональном управлении RAAN. Преподавал в Индейско-Карибском университете Пуэрто-Кабесаса. Является одним из руководителей Иберо-Американского фонда коренных народов, расположенном в боливийском Ла-Пасе.
В 2002 Бруклин Ривера заключил от имени YATAMA соглашение о сотрудничестве с СФНО (что вызвало возмущение и обвинение в измене со стороны ветеранов антисандинистской войны во главе с Осорно Колеманом). Альянс с СФНО позволил Ривере избраться в Национальную ассамблею. Оставаясь лидером YATAMA, Бруклин Ривера входит в депутатское объединение Платформа СФНО. Председательствует в парламентском комитете по делам коренных народов и граждан африканского происхождения, состоит в комитетах по делам автономий, по экономике и бюджету. Занимается проблемами социально-экономического развития индейских районов, образования и экологии.
Несмотря на альянс с сандинистами, отношения между YATAMA и СФНО достаточно проблемны. В апреле 2014 под председательством Риверы состоялось совещание муниципальных советников RAAN и RAAS, на котором обсуждались вопросы противодействия авторитарной политике СФНО, в особенности угрозе фальсификации выборов.
Конфликт принял столь острые формы, что 21 сентября 2015 года Национальная ассамблея Никарагуа 62 голосами против 22 проголосовала за лишение Бруклина Риверы депутатского иммунитета. Представители СФНО обвинили его в распродаже недвижимости на побережье и провокации актов насилия. В поддержку Риверы выступила оппозиционная Независимая либеральная партия.